# Jardins de la Torre de la Puda
Els Jardins de la Torre de la Puda és una obra noucentista de Sant Joan de les Abadesses (Ripollès) inclosa a l'Inventari del Patrimoni Arquitectònic de Catalunya.

## Descripció
El jardí és format per tres parts diferenciades, a saber: a la cota més baixa es col·locà la zona esportiva (piscina i pista de bàsquet); la cota intermèdia constitueix la part més gran del jardí, amb una gran pèrgola (que li dona accés) construïda sobre un mur de contenció i una vistosa glicina de grans dimensions, a més dels arbres més majestuosos (cedres i sequoies) i un estany sinuós i irregular; i, finalment, la part més elevada, quasi al nivell de la carretera, actua com una mena de gran balconada i terrassa des d'on contemplar de manera panoràmica aquest jardí paisatgista. Una xarxa de camins enllosats i escales permeten la connexió de les tres parts.

## Història
Es tracta d'un jardí projectat per Joan Mirambell i Ferran, un dels més reconeguts projectistes de jardins de Catalunya. Es va projectar com a jardí d'una casa d'estiueig situada al passeig de la Puda, feta construir per Carmel Casanova i Riera, que fou alcalde de Sant Joan de les Abadesses. L'executor va ser el jardiner local Antonio Vinuesa.
Aquest jardí ha estat comprat i rehabilitat per l'Ajuntament de Sant Joan de les Abadesses i ha esdevingut parc públic.